# Кущівка (Дворічанський район)
Кущівка — колишнє село в Дворічанському районі Харківської області, підпорядковувалося Тавільжанській сільській раді.
Приєднане до села Гороб'ївка. Дата зникнення невідома — між 1967 та 1971 роками.
Кущівка прилягала до Новоселівки та Свистунівки, оточена лісовими масивами.